# 粗齿刺蒴麻
粗齿刺蒴麻（学名：Triumfetta grandidens）为锦葵科刺蒴麻属的植物。分布于越南、马来西亚以及中国大陆的广东、海南等地，一般生长在海岸沙地上，目前尚未由人工引种栽培。

## 异名
- Triumfetta grandidens Hance var. glabra R. H. Miau ex H. T. Chang